# Hubert de Liège
Pour les articles homonymes, voir Saint Hubert, Saint-Hubert et Hubert.
Hubert de Liège, né à Toulouse entre 656 et 658 et décédé à Tervuren ou à Fouron-le-Comte le 30 mai 727, est un saint chrétien, évêque de Tongres et de Maastricht. Il est fêté le 3 novembre en Belgique, au Grand-Duché de Luxembourg et par l'Église orthodoxe, et le 30 mai pour le reste des pays de l'Église catholique. Avec Lambert de Maastricht, il est l'un des deux saints patrons de la ville belge de Liège,.

## La légende de saint Hubert

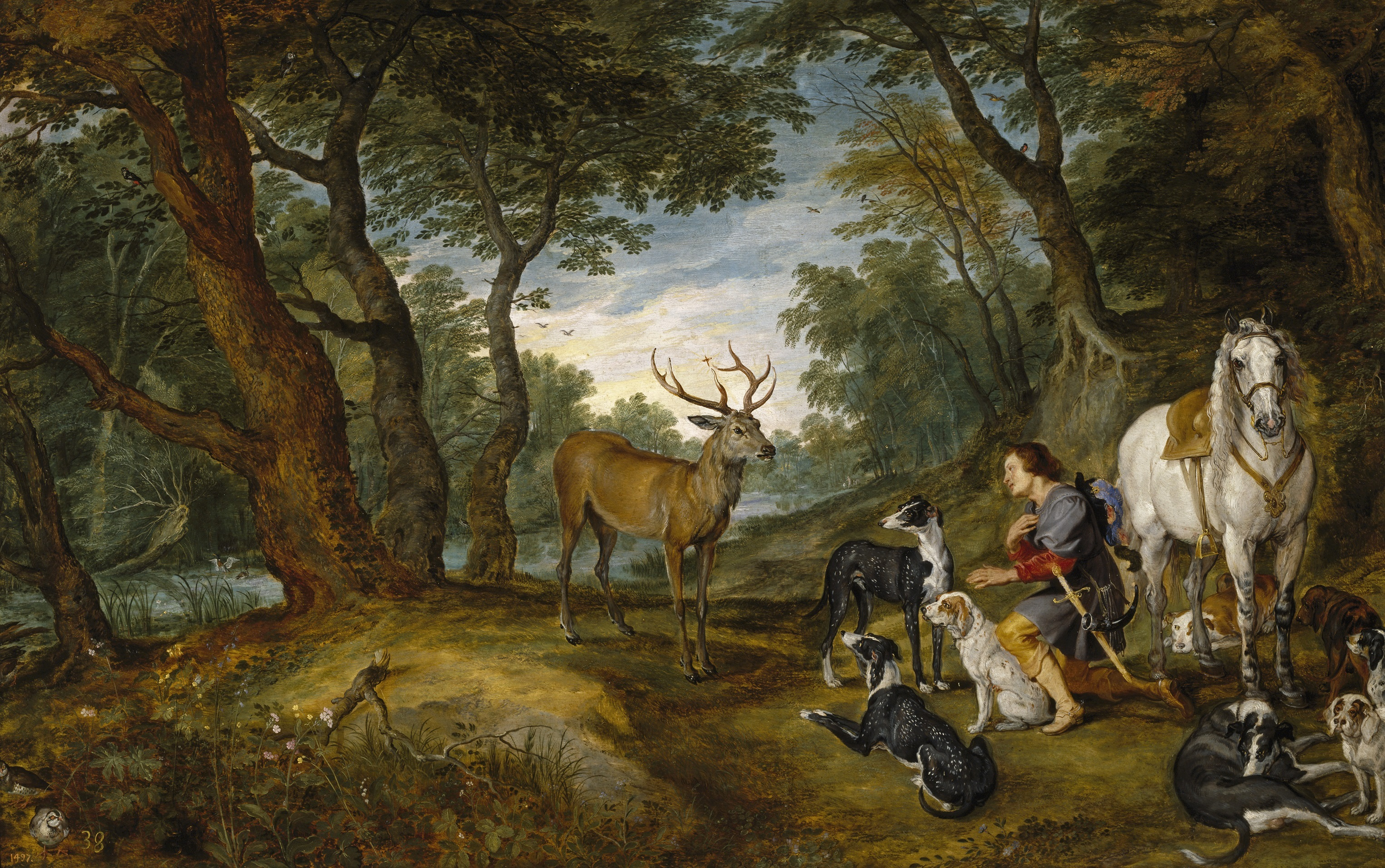
La vision de saint Hubert par Jan Brueghel l'Ancien et Pierre Paul Rubens.

Depuis le XVe siècle, on dit que le seigneur Hubert était si passionné de chasse qu'il en oubliait ses devoirs. La légende rapporte qu'il n'avait pu résister à sa passion un Vendredi saint et, n'ayant trouvé personne pour l'accompagner, était parti chasser sans aucune compagnie. À cette occasion, il se trouva face à un cerf extraordinaire. En effet, celui-ci était blanc et portait une croix lumineuse au milieu de ses bois.
Hubert se mit à pourchasser le cerf mais celui-ci parvenait toujours à le distancer sans pour autant se fatiguer. Ce n’est qu’au bout d’un long moment que l'animal s’arrêta et qu’une voix tonna dans le ciel en s’adressant à Hubert en ces termes : 
«  Hubert ! Hubert ! Jusqu'à quand poursuivras-tu les bêtes dans les forêts ? Jusqu'à quand cette vaine passion te fera-t-elle oublier le salut de ton âme ? ».
 Hubert, saisi d'effroi, se jeta à terre et humblement, il interrogea la vision :

« Seigneur ! Que faut-il que je fasse ? »

La voix reprit :
  
« Va donc auprès de Lambert, mon évêque, à Maastricht. Convertis-toi. Fais pénitence de tes péchés, ainsi qu'il te sera enseigné. Voilà ce à quoi tu dois te résoudre pour n'être point damné dans l'éternité. Je te fais confiance, afin que mon Église, en ces régions sauvages, soit par toi grandement fortifiée. »

Et Hubert de répondre, avec force et enthousiasme :
 
« Merci, ô Seigneur. Vous avez ma promesse.
Je ferai pénitence, puisque vous le voulez.
Je saurai en toutes choses me montrer digne de vous ! »
Selon une tradition locale c’est à l'emplacement de la chapelle Saint-Hubert à Tenneville que saint Hubert aurait eu cette vision du cerf portant une croix entre ses bois ; une croix, appelée « Rouge-Croix » marque l'emplacement.
La légende du cerf se retrouve déjà dans une vie de saint Eustache (mort en 118), saint mégalomartyr ainsi que dans la Vie de saint Meinulphe, diacre aux alentours de Paderborn (mort vers 847).

### Le couteau de saint Hubert
Selon la légende, à force d'utiliser son couteau, saint Hubert dut en changer la lame, puis le manche, si bien qu'à la fin il ne restait aucun élément du couteau d'origine. Poser la question « est-ce encore le couteau de Saint Hubert ? » revient à aborder le paradoxe autour de la notion d'identité en philosophie, aussi couramment illustré par la légende du bateau de Thésée. Ce paradoxe est aussi appelé le « couteau de Jeannot ».

## Éléments historiques

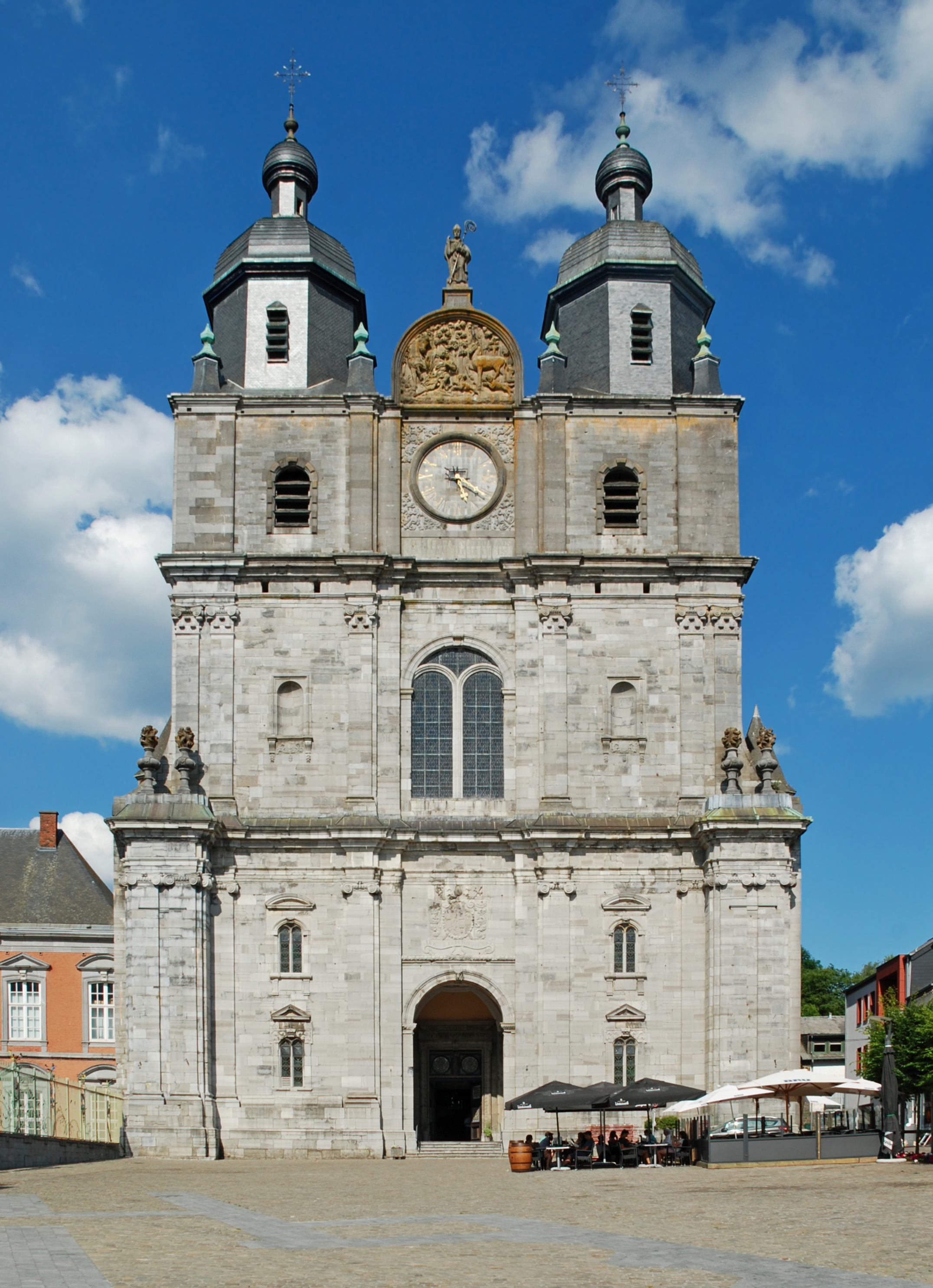
Basilique Saint-Hubert.

Hubert est issu de la haute noblesse franque ; il est même probablement apparenté aux Pépinides et fut contemporain de Pépin de Herstal et de Charles Martel dont il fut proche. Son nom en fait un probable membre non situé de la famille des Hugobertides, à laquelle appartient Plectrude, l'épouse de Pépin de Herstal.
À la mort de saint Lambert vers 705, il fut désigné pour lui succéder à la tête du diocèse de Tongres-Maastricht. Il établit sur les lieux de l'assassinat de son prédécesseur (Liège) une église dédiée à Notre-Dame (base de la cathédrale Notre-Dame-et-Saint-Lambert de Liège) et y transféra ses reliques. Il est considéré pour cela par le peuple de Liège et l’Église comme le patron principal, le premier évêque et le fondateur de la ville de Liège.
Ce fait contribua à la création d'une ville qui devint dans le courant du IXe siècle, le siège définitif du diocèse de Tongres-Maastricht. Mais il est exagéré d'attribuer déjà le transfert du siège de l'évêché à Hubert. L'hagiographe de saint Lambert (vers le milieu du VIIIe siècle) n'aurait pas manqué de mentionner ce fait, or, pour lui, Liège n'est que Villa Leodio (« village de Liège ») alors qu'en 911 l'on voit apparaître pour la première fois Civitas Leodio, attestant du fait que Liège est bien considéré à ce moment comme ville. L'époque la plus probable pour ce transfert définitif est celle des quinze premières années du règne de Charlemagne, période où le futur empereur séjournait régulièrement à Herstal, une localité proche de quelques kilomètres du lieu de l'assassinat de saint Lambert.

### Famille

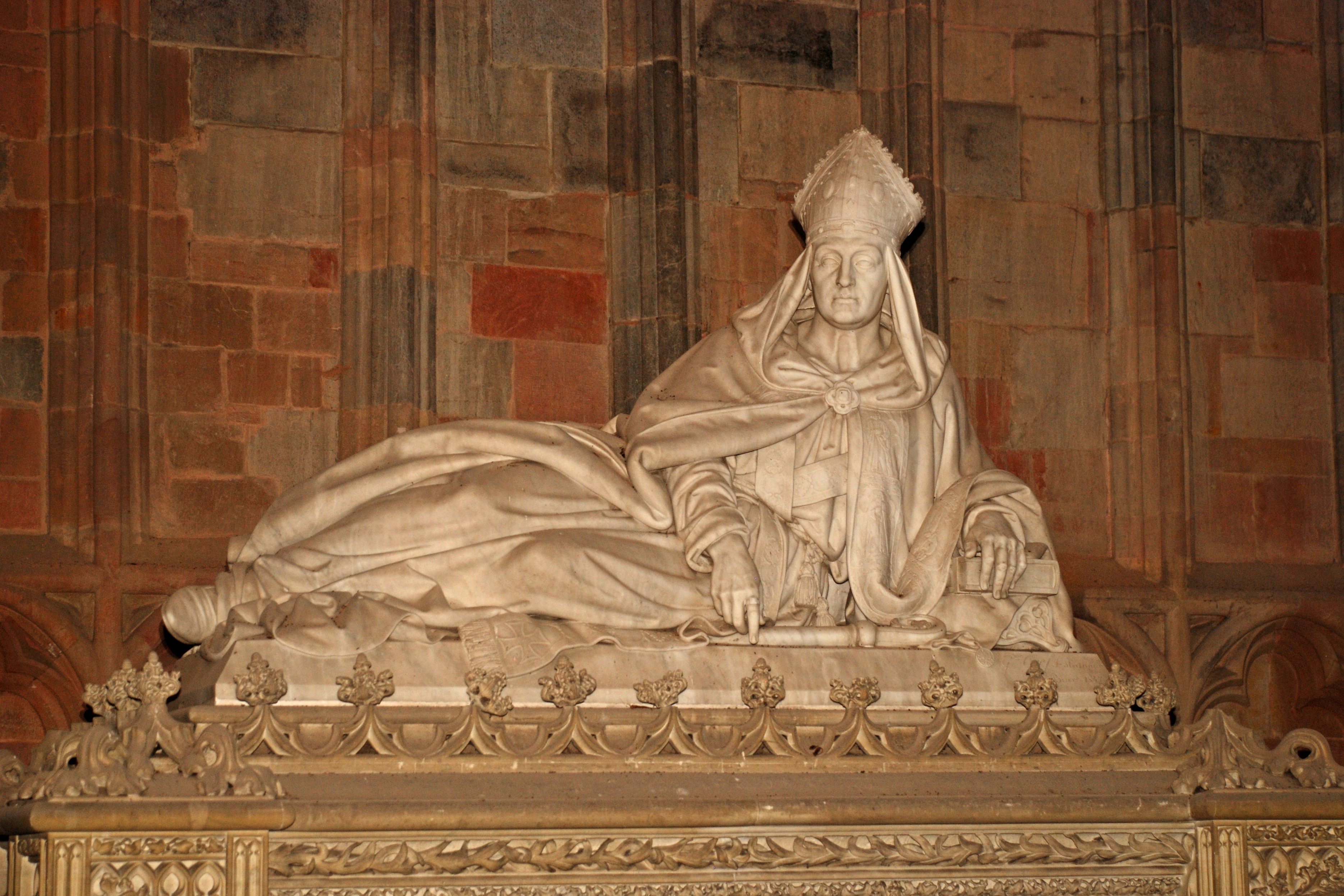
Cénotaphe de saint Hubert par Guillaume Geefs (1847), basilique Saint-Hubert.

Descendant de Clovis par son père Bertrand, coduc d'Aquitaine avec son oncle Boggis ou Baudegisèle, et sa mère Hugbern Afre (des Francs), il épousa jeune Floribane, dite de Louvain d'Austrasie, dont il eut un fils, Floribert qui lui succéda à l'évêché.
Il vécut, assez librement et de façon mondaine, à la cour, au temps de la fin de la dynastie des rois mérovingiens. Il aimait passionnément la chasse.
Les chroniqueurs nous disent qu'il était connu par « les folles joies de sa vie mondaine » peu édifiante, jusqu'au jour où la grâce de Dieu et les conseils de saint Lambert l'entraînèrent vers la sainteté.
Hubert désira devenir le disciple de saint Lambert. Il renonça aux honneurs militaires ainsi qu’à la succession de son père.

### Sa mort
Hubert mourut de gangrène le 30 mai 727 dans sa petite villa de Tervuren ou à une autre résidence qu'il aurait possédée à Fouron-le-Comte. Dans ces deux localités, il y a une rivière nommée en latin Fura, en néerlandais Voer qui y coule. Il fut enseveli dans l’abbatiale Saint-Pierre de Liège, qu'il avait fondée et qui deviendra la première collégiale liégeoise après le départ des moines bénédictins pour Ambra et l'arrivée des chanoines de Saint-Pierre en Ardenne (Ambra, Andain). Le 3 novembre 743, Floribert, son fils qui lui succéda comme évêque de Liège, porta ses reliques « sur les autels », manifestant ainsi sa canonisation par l’Église. C’est à l’anniversaire de cette cérémonie que fut fixée sa fête.
C'est à l'emplacement de la villa où il mourut que fut construit à partir du XIIe siècle le château de Tervuren qui servit de résidence d'été et parfois d'hiver aux Ducs de Brabant.

## Culte

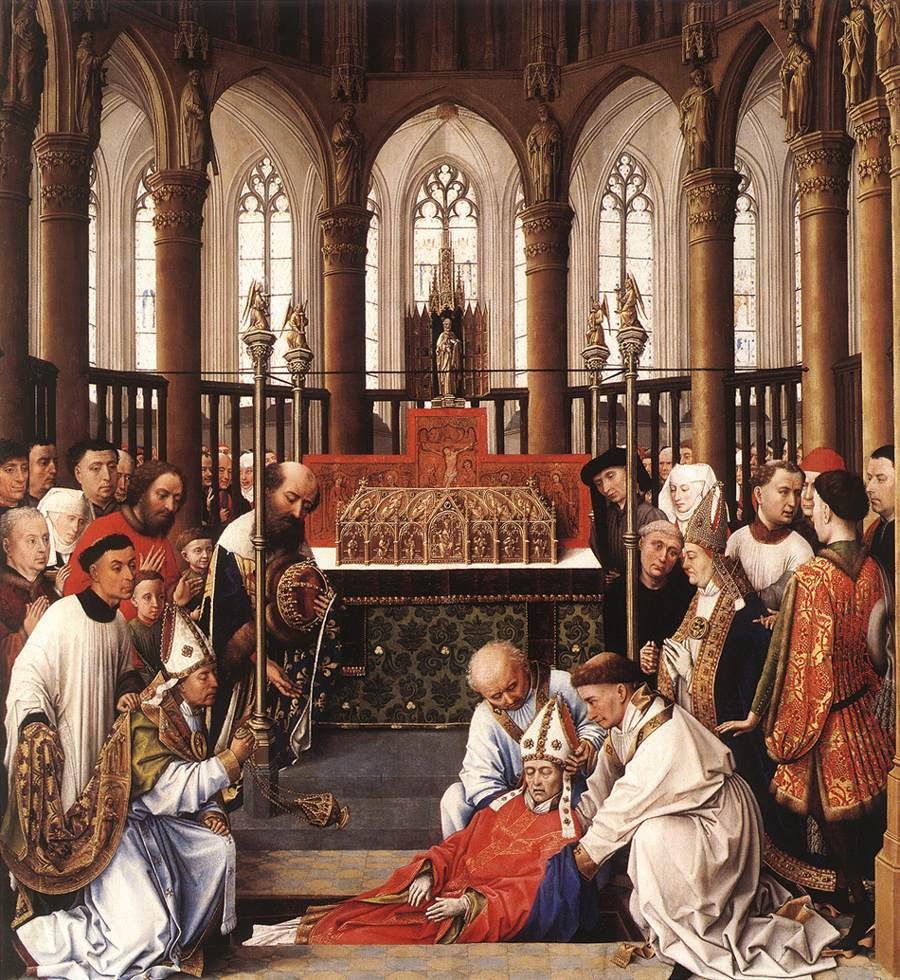
Exhumation de saint Hubert par Rogier van der Weyden à la collégiale Saint-Pierre de Liège.

Un siècle après la mort du saint, l’évêque Walcaud, avec l'accord des moines de Saint-Pierre, du métropolite (archevêque) de Cologne, de l'empereur Louis le Pieux et, surtout, de celui du 5e concile d'Aix-la-Chapelle, décida en 825 de permettre aux bénédictins qui avaient repris le monastère d'Ambra ou Andage en Ardenne d’emporter avec eux le corps entier et intact d’Hubert. Dès lors, le village prit définitivement le nom de Saint-Hubert et l'abbaye fit de même en devenant l’abbaye de Saint-Hubert.
C’est dans ce haut lieu de chasse qu’est la forêt ardennaise que se développa la légende du saint, qui d’évêque fut transformé en jeune seigneur chasseur. Dans ce monastère, on élevait une race de chiens qui prit son nom et, comme il avait guéri des enragés de son vivant, on invoqua le saint contre la rage. Il devint, dès son arrivée en Ardenne, le patron incontesté du pays entier et des métiers propres à cette région « ardue », bûcherons et forestiers, tanneurs et chasseurs… Dès le milieu du IXe siècle, on offrit à monsieur saint Hubert les prémices de la chasse.

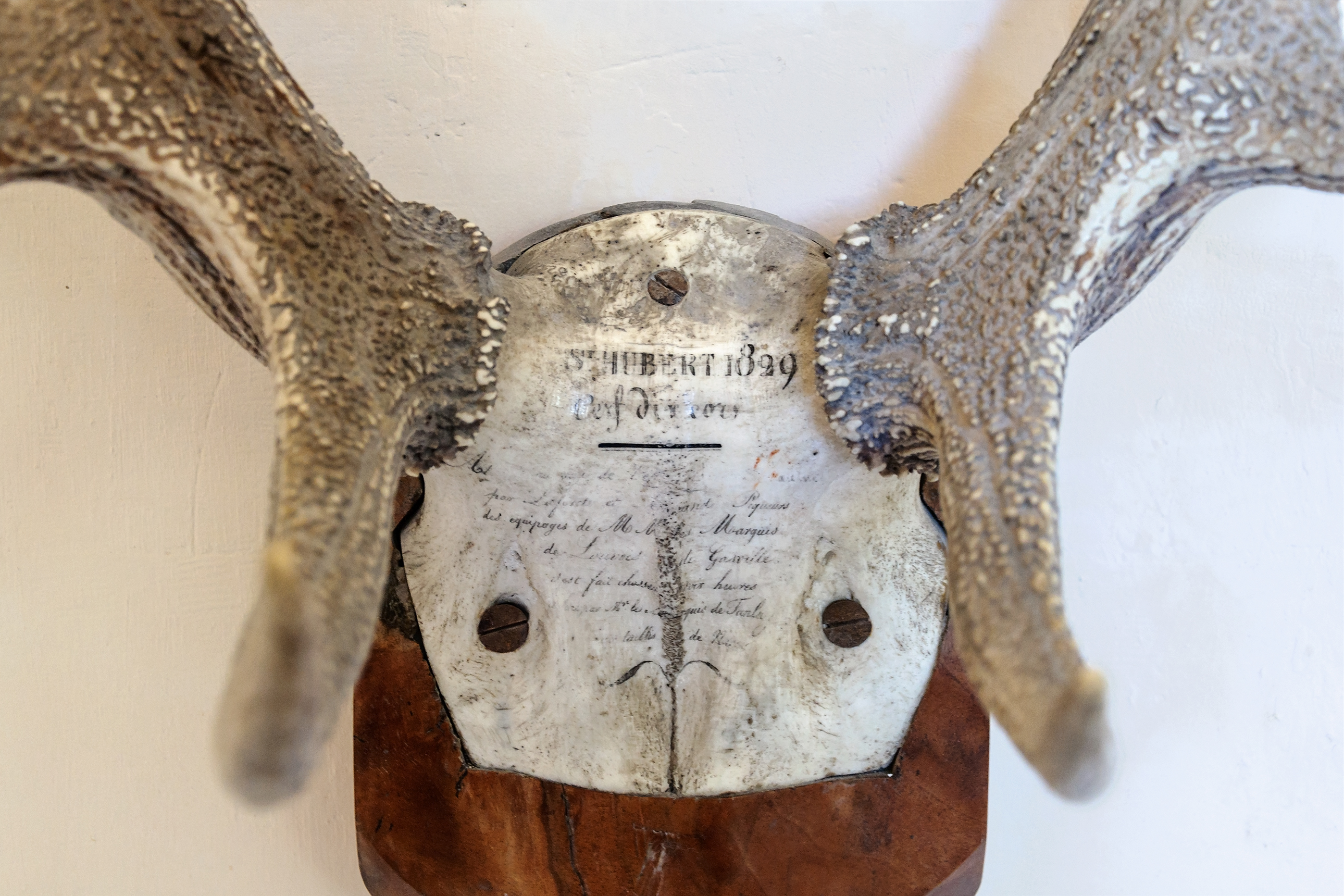
Détail du trophée d'un cerf dix cors chassé à la Saint-Hubert 1829 (château de Tanlay, Yonne).

Depuis le XVe siècle, la vita V, offerte à Philippe le Bon par Hubert le Prévôt, nous dit qu'Hubert a été converti à la chasse par un cerf magnifique avec un crucifix entre ses bois. Il est donc toujours considéré comme le saint patron de la chasse, des forestiers et de l'environnement, mais aussi des confréries des fourreurs, bouchers, ouvriers de la métallurgie, armuriers, opticiens, mathématiciens et fabricants d’instruments mathématiques. À Villedieu-les-Poêles, il est fêté comme le patron des dinandiers.

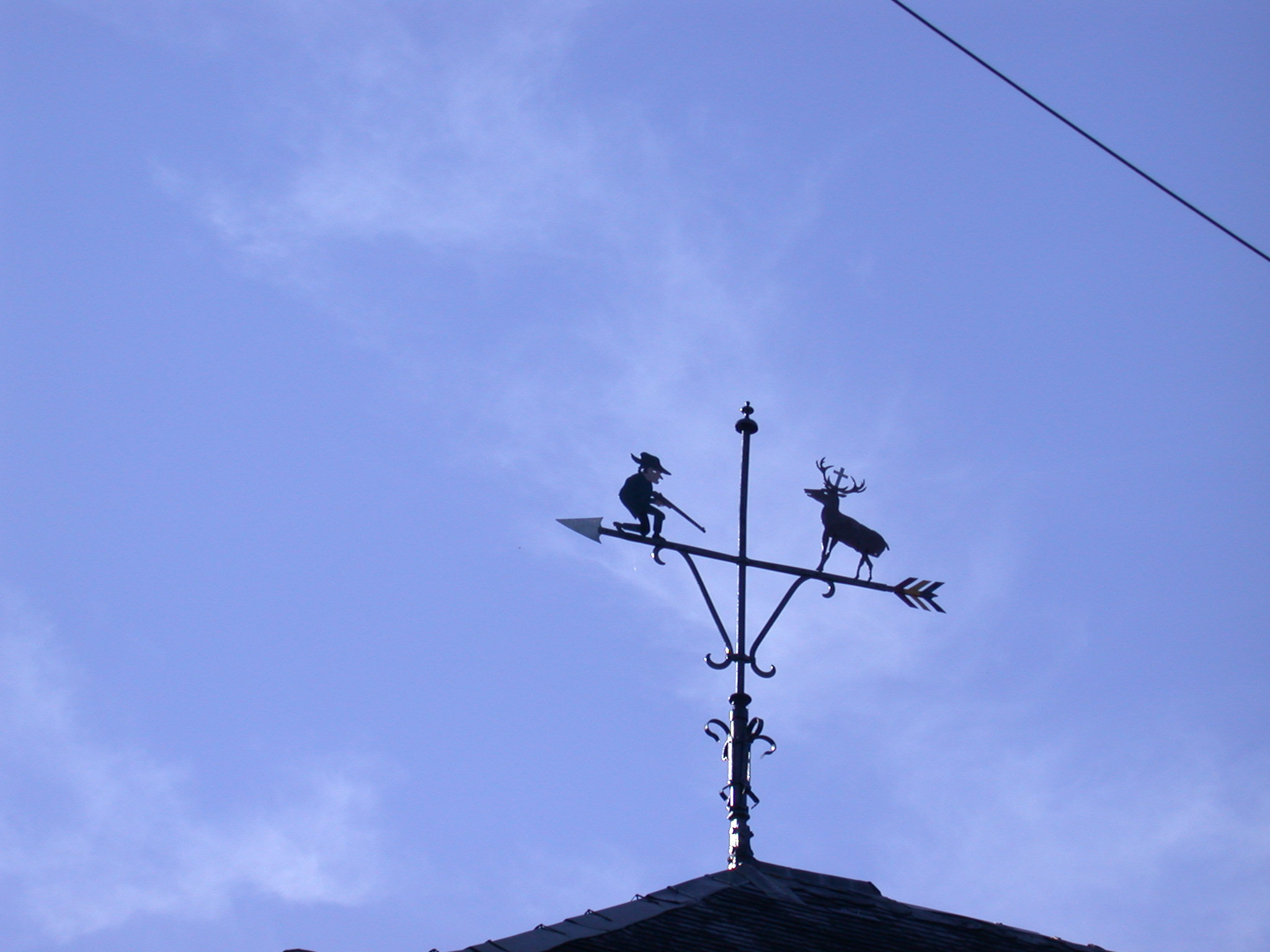
Girouette en Ardenne proche de la ville de Saint-Hubert (Belgique).

Le jour de la Saint-Hubert, le sel, le pain et l'eau sont bénis pour protéger contre les morsures, et les chiens, chevaux et oiseaux de proie des chasseurs se voient imposer les clefs de saint Hubert pour être protégés contre la rage.
Chaque année, principalement en Wallonie, au Luxembourg et en Alsace, ont lieu les traditionnelles festivités de la Saint-Hubert célébrant le patron de la chasse, le 3 novembre ou le premier dimanche du mois. Sinon, il est fêté par les catholiques le 30 mai et les orthodoxes également le 3 novembre.

### La clef de saint Hubert
La clef de saint Hubert, que le pape Constantin aurait remis au futur saint Hubert en pèlerinage à Rome, qui était autrefois à la collégiale Saint-Pierre de Liège puis à la collégiale Sainte-Croix est désormais au trésor de la cathédrale de Liège.

### Offrandes deLouisXI
Le roi Louis XI de France était, lui aussi, si profondément passionné par la chasse qu'il ordonna, en septembre 1472, un certain montant des offrandes destinées à ce saint :

« …Faictes bailler au prieur de Monseigneur Saint Hubert pour envoyer a Saint Hubert pour chascun chien des francs, ung marc d'argent et, pour chascune chienne des frians, deux marcs d'argent, et pour chascun d'autres chiens courans ung escu, et pour chascune chienne courante deux escuz, et pour chascun lyvrier, ung marc d'argent, et aussi ung veu de cire du poisant du derrenier serf que je prins. Je vous envoie le roolle des diz chiens. Loys. Petit.
A nostre ame et feal conseillier et chambellan le seigneur du Boschaige. »

### Reliques

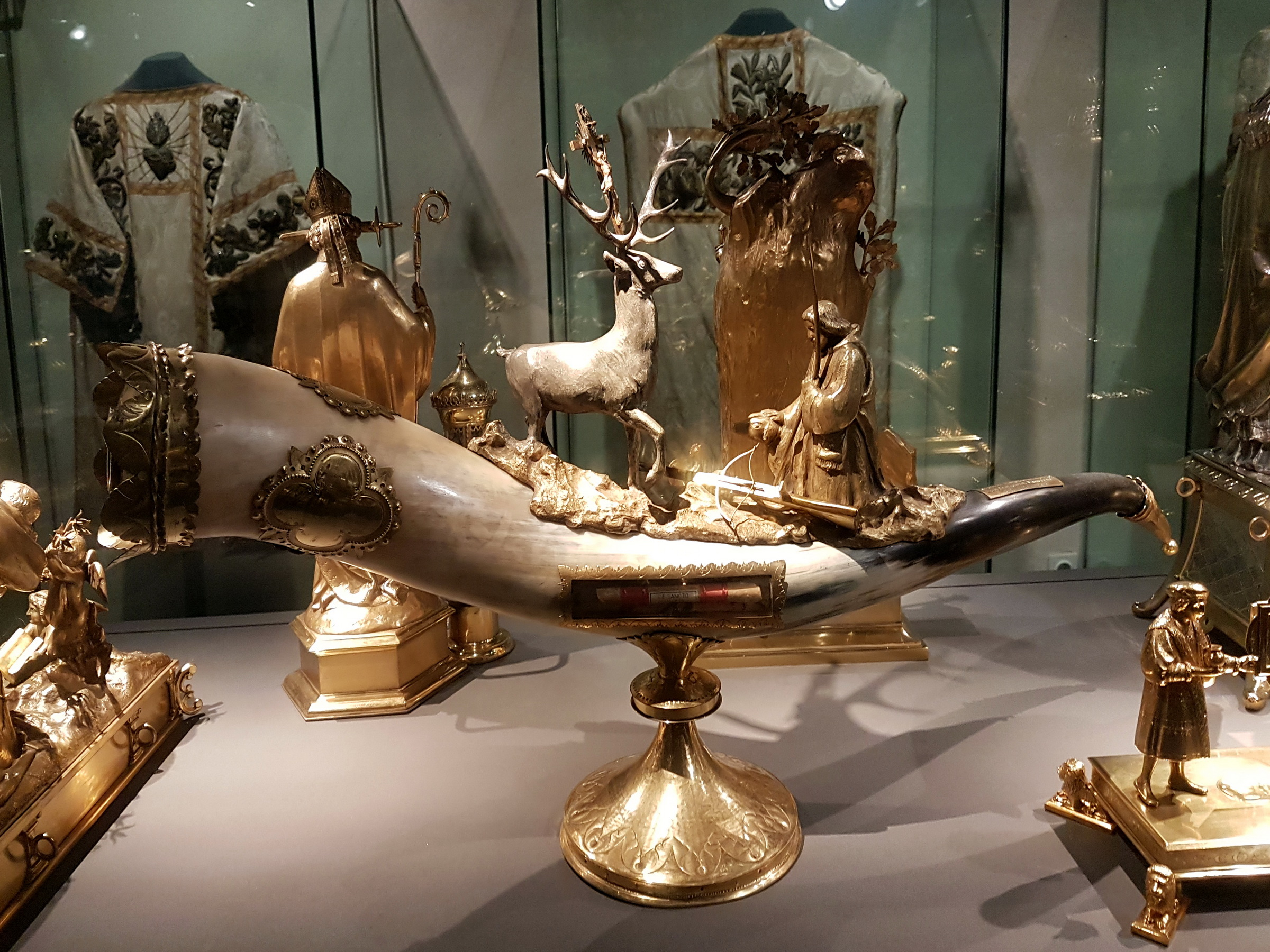
Corne reliquaire de Saint-Hubert au trésor de la basilique Notre-Dame-de-l'Assomption de Maastricht.

L'église et le monastère furent pillés et incendiés les 15 et 16 octobre 1568. Depuis cette époque, on ne sait pas ce que ces restes du saint sont devenus.
La châsse de saint Hubert où a été déposé l'ensemble de son corps a été vendue vers 1575 par l'abbé Jean de Lamock pour réparer les désastres causés par les soldats huguenots du sire de Renty et de Jean de Hangest, seigneur de Genlis. 
Toutefois, un reliquaire-monstrance de Saint-Hubert en argent du XVIe siècle est exposé au trésor de la cathédrale de Liège dans la salle du Grand Prévôt. Le trésor de la basilique Notre-Dame-de-l'Assomption de Maastricht aux Pays-Bas conserve une corne-reliquaire, un buste-reliquaire et un ostensoir-reliquaire en argent. Il y a également une relique à la paroisse Saint-Hubert à Rzeszów en Pologne.